# ماهيمال
ماهيمال (بالبنغالية:মাহিমাল) ويسمون أيضًا مايمال، هو مجتمع مسلم بنغالي من صيّادو السمك
المحلين لمنطقة سيلهيت الكبرى في بنغلاديش والهند.